# Хармандарьян, Гурген Иванович
Гурген Иванович Хармандарьян (1893, Ахалкалаки, Тифлисская губерния — 1939, Коммунарка, Московская область) — советский учёный-рентгенолог, инженер-электрик и деятель здравоохранения УССР армянского происхождения, профессор, член-корреспондент Всеукраинской академии наук (ВУАН) Украинской ССР, заместитель Наркома здравоохранения УССР, главный санитарный инспектор Наркомздрава СССР.
Один из организаторов рентгенологической и онкологической помощи на Украине.

## Биография
Родился 15 марта 1893 года[по какому календарю?].
С 1906 по 1912 учился в Тифлисском реальном училище. Учился на медицинском факультете Юрьевского университета; рентгенологией занимался с 1914 года. Член партии социалистов-революционеров с 1908 года. Подвергался обыскам и аресту за принадлежность к партии эсеров. Затем член ВКП(б) с 1919.
Участник Первой мировой войны. С 1915 по 1918 год служил младшим врачом 19-го туркестанского полка Кавказской армии, врачом эвакопункта и старшим врачом полка. С 1919 года — врач на Южных железных дорогах.
В 1917 году окончил медицинский факультет Императорского Харьковского университета, в 1932 году — Харьковский электротехнический институт.
С 1923 года — директор Харьковского рентгенорадиологического института (ныне НИИ медицинской радиологии МЗ Украины). С 1925 был заведующим отделом транспортной медицины Наркомздрава УССР. Член Организационного комитета І Всеукраинского съезда терапевтов (1925). Тогда же стал членом правления издательства «Наукова думка».
С 1928 — заведующий кафедрой рентгенологии 1-го Харьковского медицинского института. В 1928 Г. Хармандарьян был избран председателем Украинского союза рентгенологов и радиологов, а в следующем году стал членом коллегии НКЗО УССР.
С начала 1930-х гг. — заместитель Наркома здравоохранения УССР.
В 1936 Г. О. Хармандарьян назначен директором Московского института рентгенологии и радиологии и одновременно занимал пост главного инспектора Наркомздрава СССР.
Основал на Украине ряд онкологических диспансеров и рентгенологических кабинетов.
Был в числе основателей журнала «Вопросы онкологии» и его редактором на протяжении около 10 лет, организатор II Всесоюзного съезда онкологов (Харьков, 1931).
Арестован органами НКВД 9 марта 1939. Признан активным «участником контрреволюционных право-троцкистской, заговорщицкой и шпионской организаций». Приговорён ВКВС СССР 14 апреля 1939 к высшей мере наказания.
Расстрелян 15 апреля 1939 года; похоронен на расстрельном полигоне «Коммунарка». Реабилитирован в октябре 1955 года.

## Научная деятельность
Г. И. Хармандарьян внёс значительный вклад в развитие научной рентгенологии, онкологии и организацию протираковой борьбы на Украине и, в целом, в СССР.
Он — автор метода изучения моторно-эвакуационной функции желудка человека в состоянии гипноза, где впервые было объективно показано влияние эмоций на функцию желудка.
Написал 46 научных работ, в том числе 2-х монографии, посвящëнные, главным образом, рентгенодиагностике и организации рентгенологической помощи населению; среди них — «Эмоции и влияние их на состояние желудка по ренгеногипносугестивному методу» (журнал «Клиническая медицина» 1933, 1-2, 21-2, в соавт.)